# Vapenrock m/1895

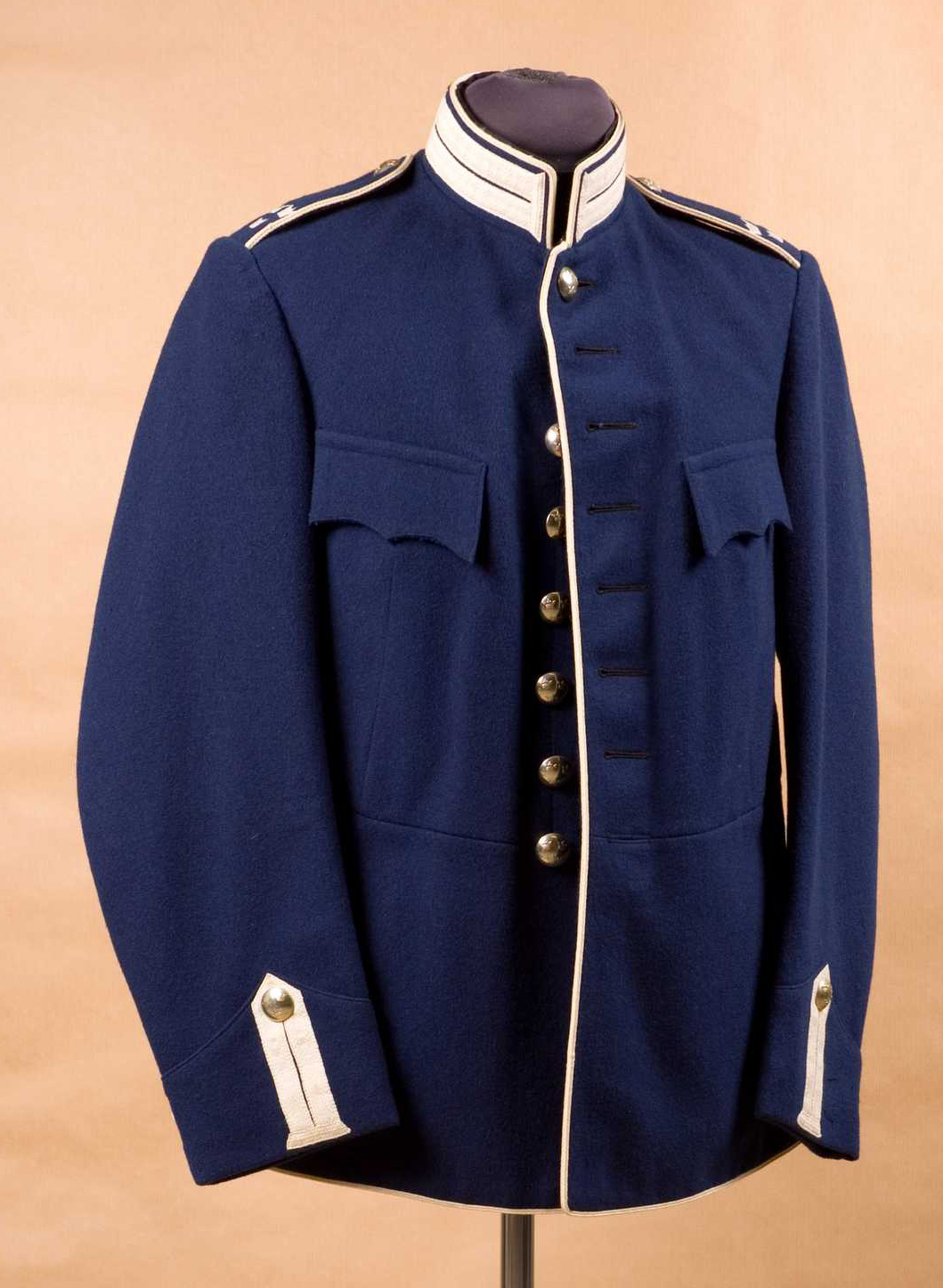
Vapenrock m/1895 för manskap vid Livregementet till häst (K 1).

Vapenrock m/1895 är en svensk vapenrock som används inom Försvarsmakten och togs fram som en del av uniform m/1895. Ursprungligen användes vapenrocken av dragonerna och trängtrupperna men används idag bara av Livgardets beridna delar i samband med högvakt och annan statsceremoniell verksamhet.

## Utseende
Vapenrocken påminner till viss del om vapenrock m/1886 för infanteriet och är utförd i liknande stil. Vapenrocken utfördes i två modeller; modell I hade mellanblått kläde och modell II är av mörkblått. Samtliga är försedda med en enradig knapprad bestående av åtta knappar. De har en öppen snedskuren krage som igenhäktas nedtill. Kragen är 4-4,5 cm stor på båda modellerna. Knapparna i knappraden var regementets egna, regementstillhörighet visas också genom kragens och axelklaffarnas färg. Musikernas variant var något annorlunda med så kallad svalbon på ärmarna.

### Kragens och axelklaffarnas färger
|  | K 1 | Livgardet till häst       |
|  | K 2 | Livregementets dragoner   |
|  | K 6 | Skånska dragonregementet  |
|  | K 8 | Norrlands dragonregemente |
|  | T   | Trängtrupperna            |

## Användning
Vapenrock m/1895 användes ursprungligen av kavalleriet (utom husarerna) och trängtrupperna som en del av uniform m/1895. Vapenrocken var avsedd att kombineras med ridbyxor m/1895 samt hjälm av varierande modell beroende på förband. Under vapenrockens senare användningstid var det emellertid vanligt att den kombinerades med persedlar ur andra uniformssystem, främst enhetsuniform m/1910.

### Ursprungligen
Fördelningen mellan modellerna:

 Modell I: Livgardet till häst (K 1) samt dragonregementena.

 Modell II: Trängkåren

### Idag
Likt vapenrock m/1886 så används denna i mycket liten omfattning idag. Det är Livgardets Livskvadron (f.d. K 1) och Livgardets dragonmusikkår som använder den vid bl.a. högvakt och statsceremoniella tillfällen.

## Fotografier

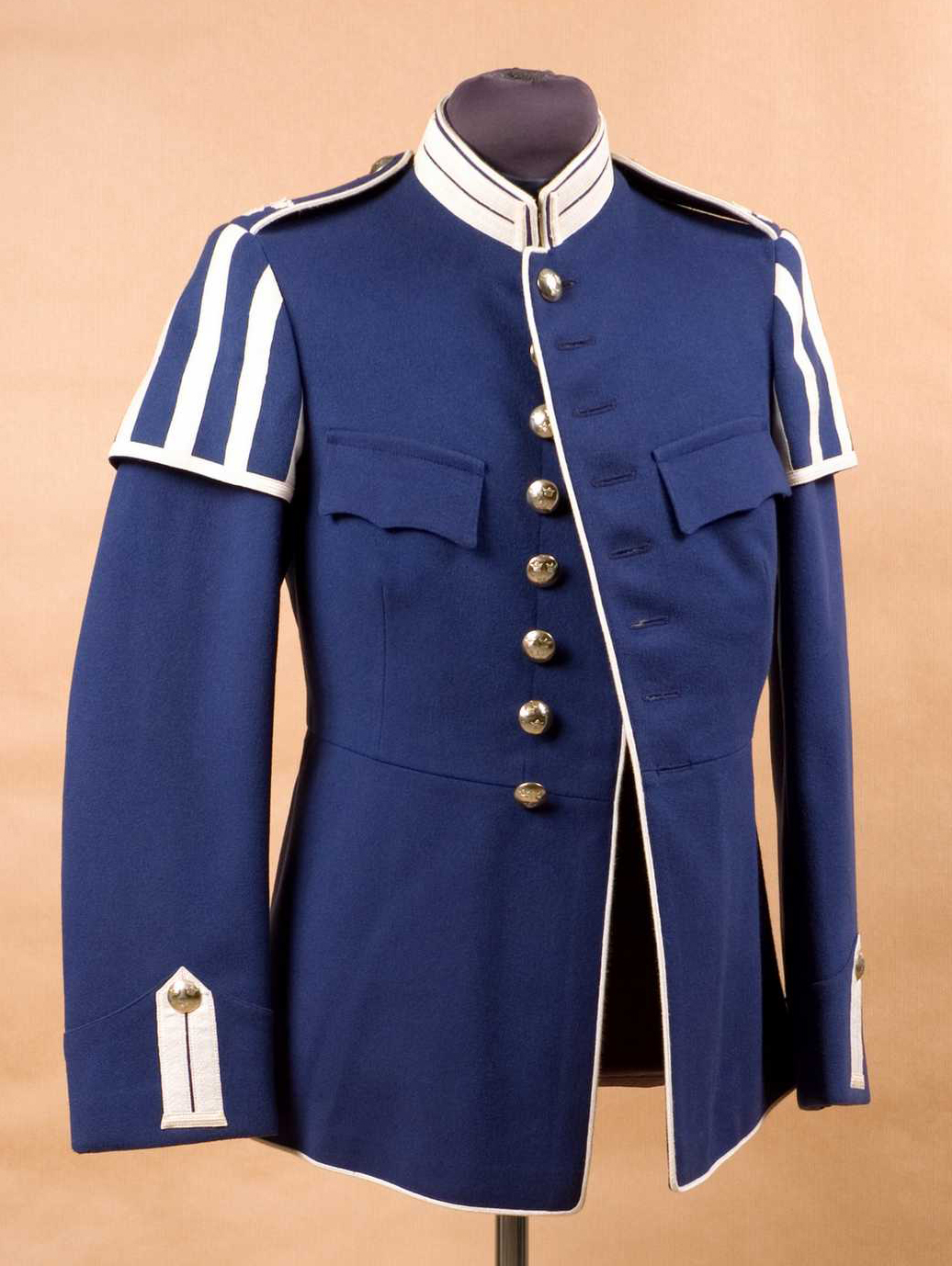
Vapenrock m/1895 med s.k. svalbon för spel vid Livgardet till häst (K 1).
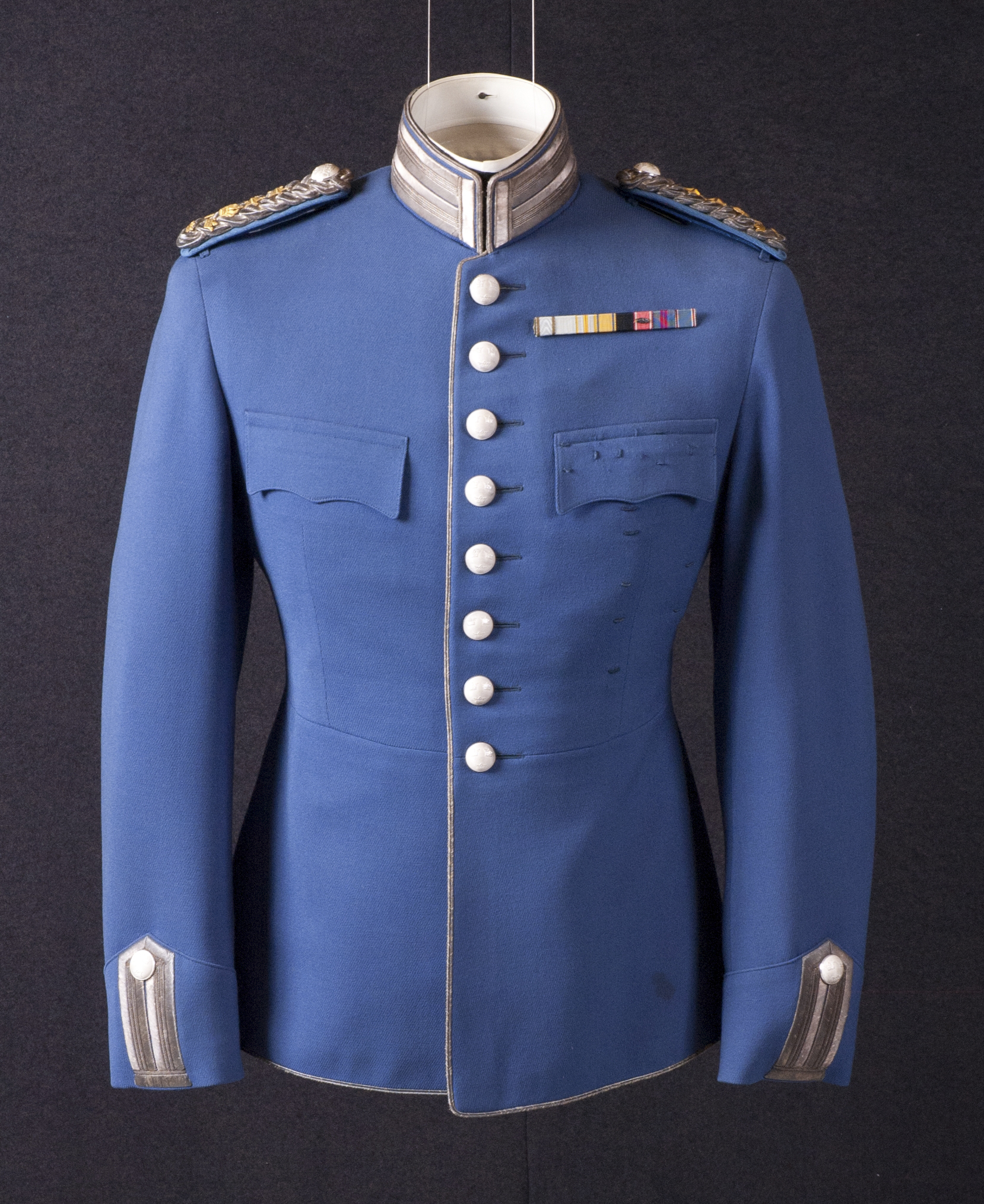
Vapenrock m/1895 för överstelöjtnant vid Livregementet till häst (K 1).
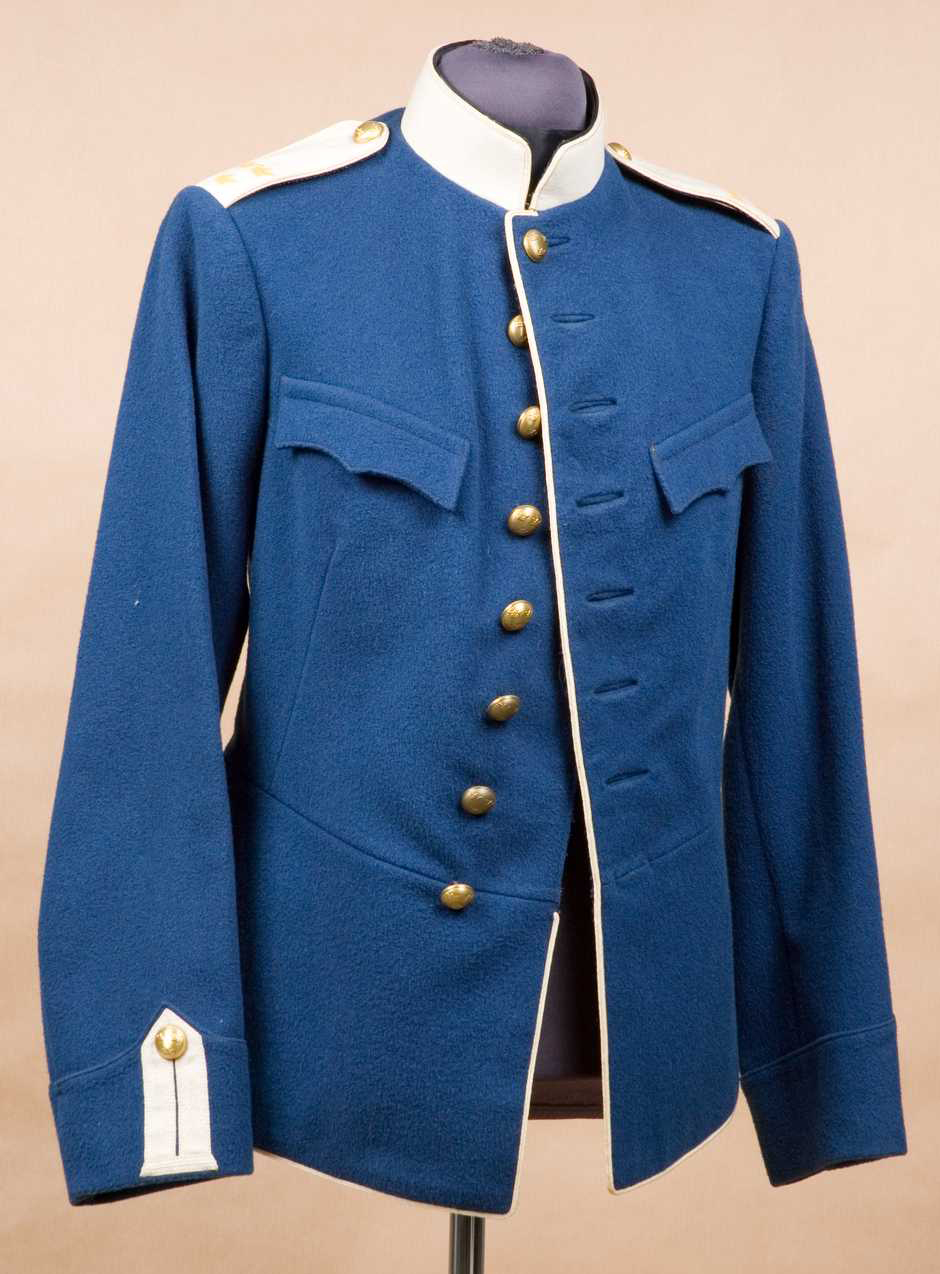
Vapenrock m/1895 för manskap vid Livregementets dragoner (K 2).
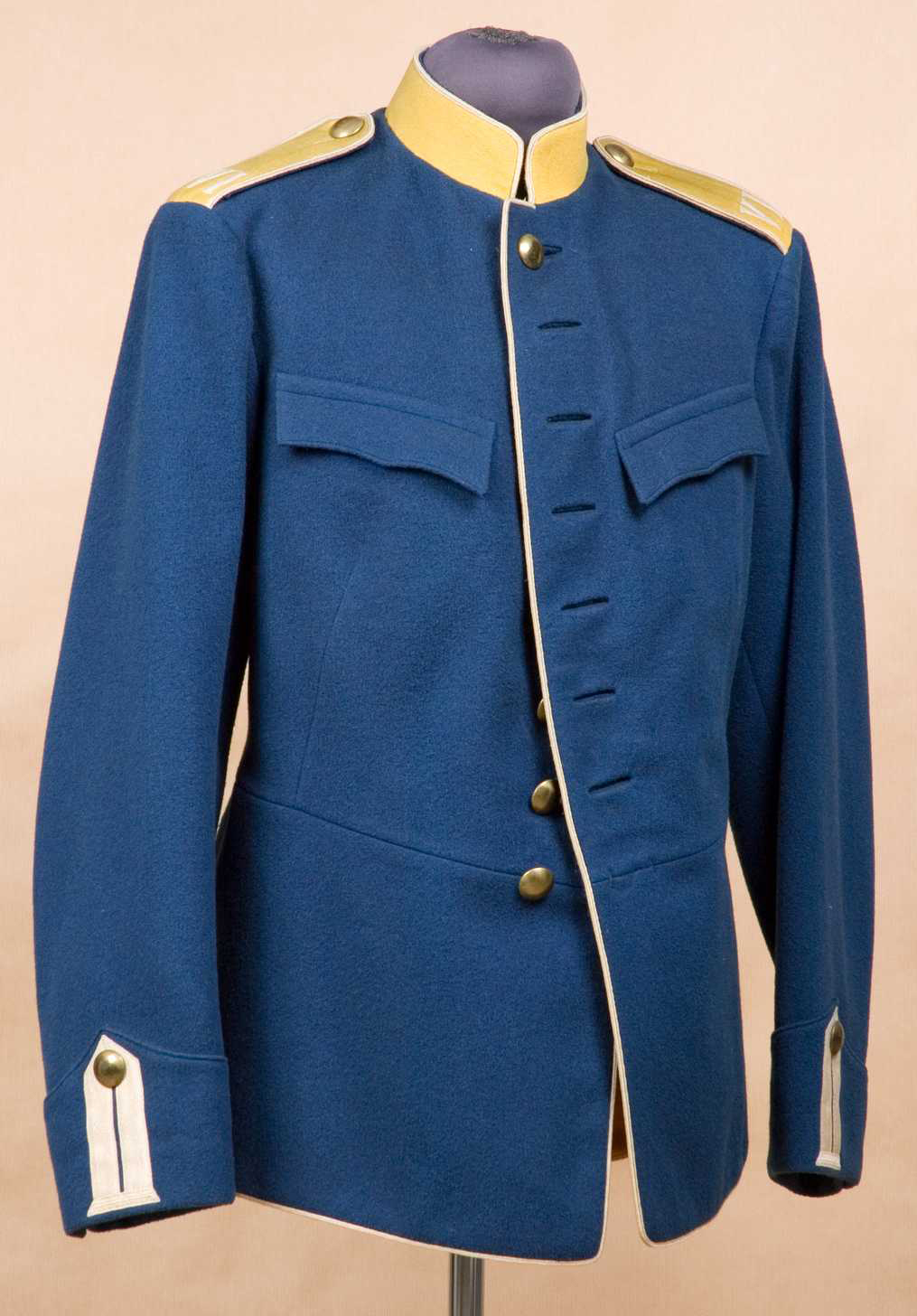
Vapenrock m/1895 för manskap vid Skånska dragonregementet (K 6).
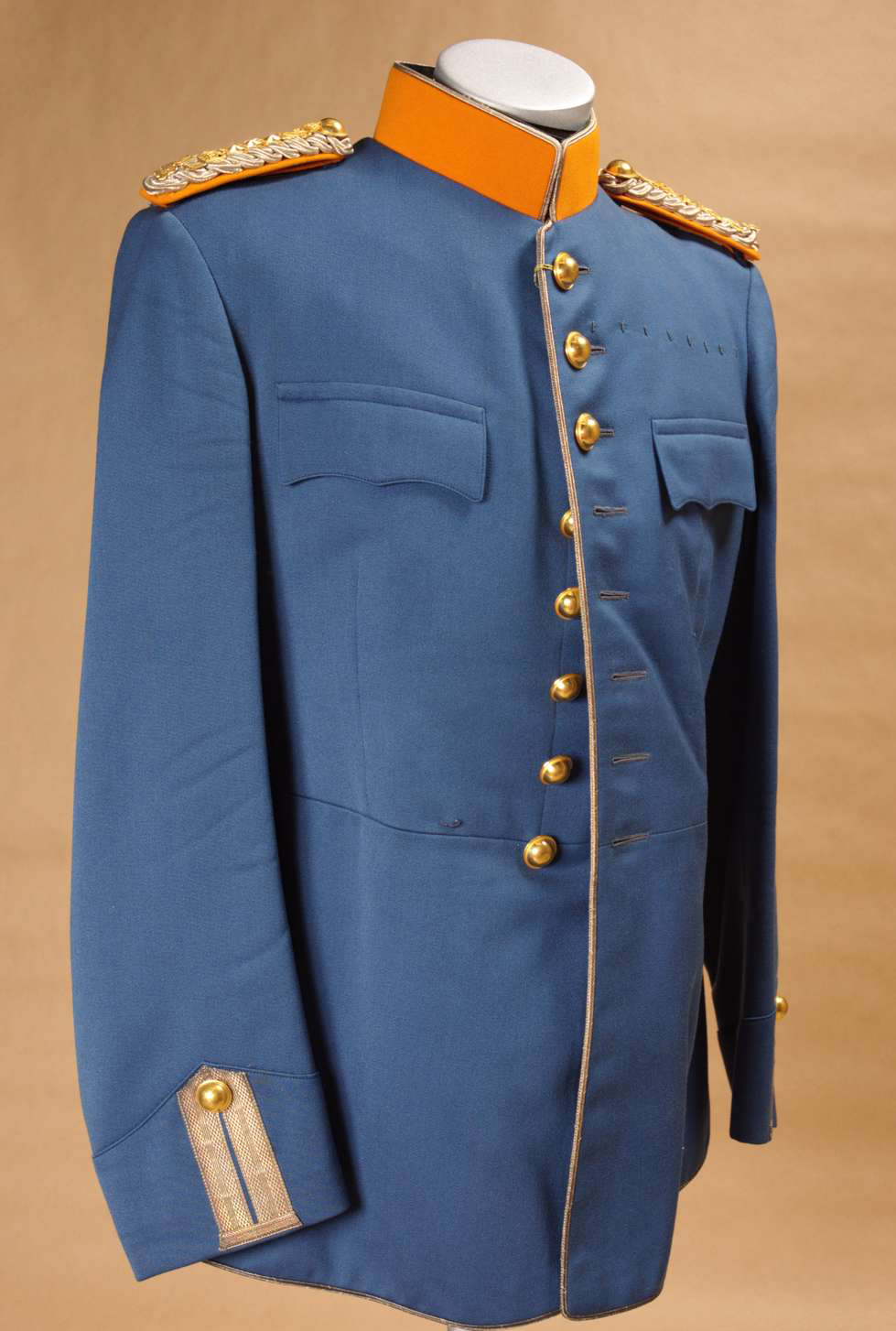
Vapenrock m/1895 för överste vid Norrlands dragonregemente (K 8).
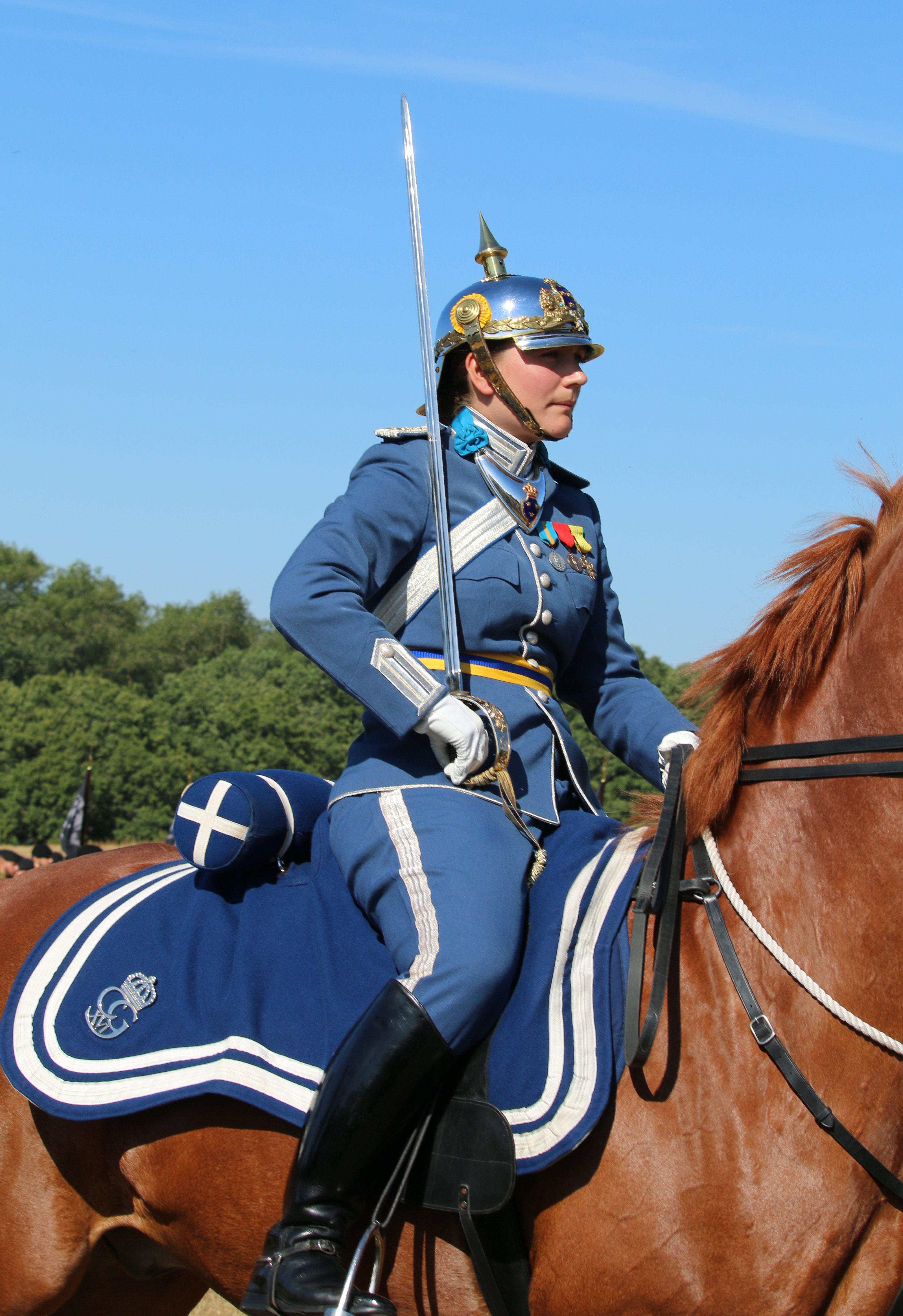
Beriden officer i uniform m/1895.
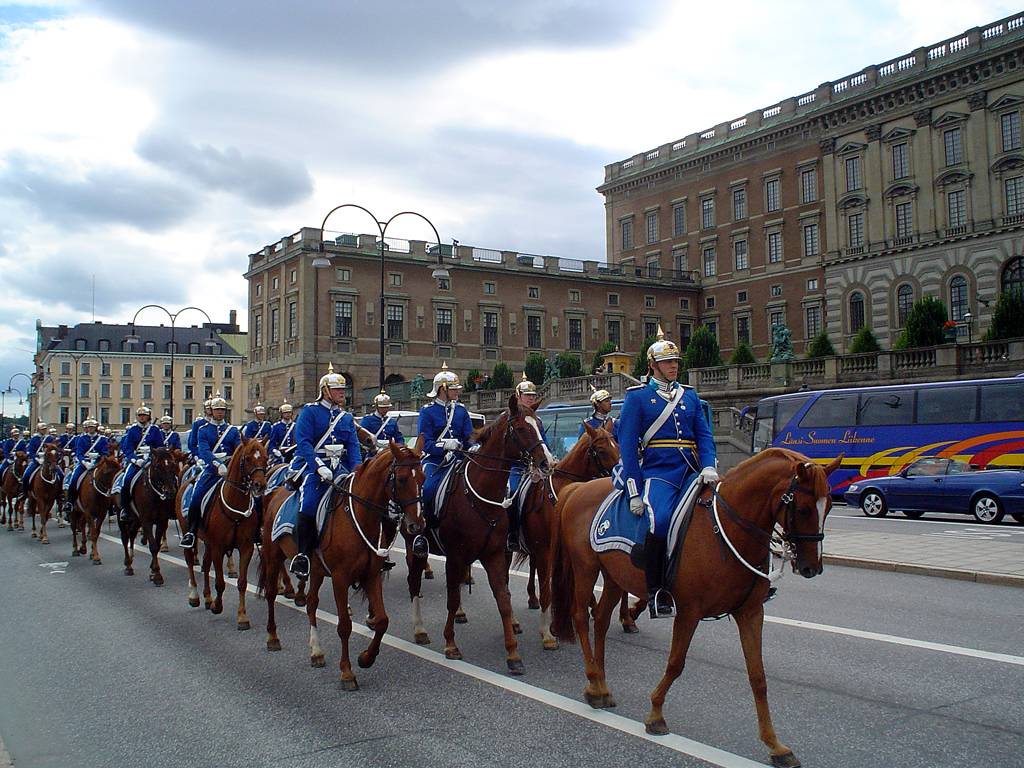
Beriden högvakt med vapenrock m/1895 för Livgardet till häst (K1), senare Livregementet till häst.
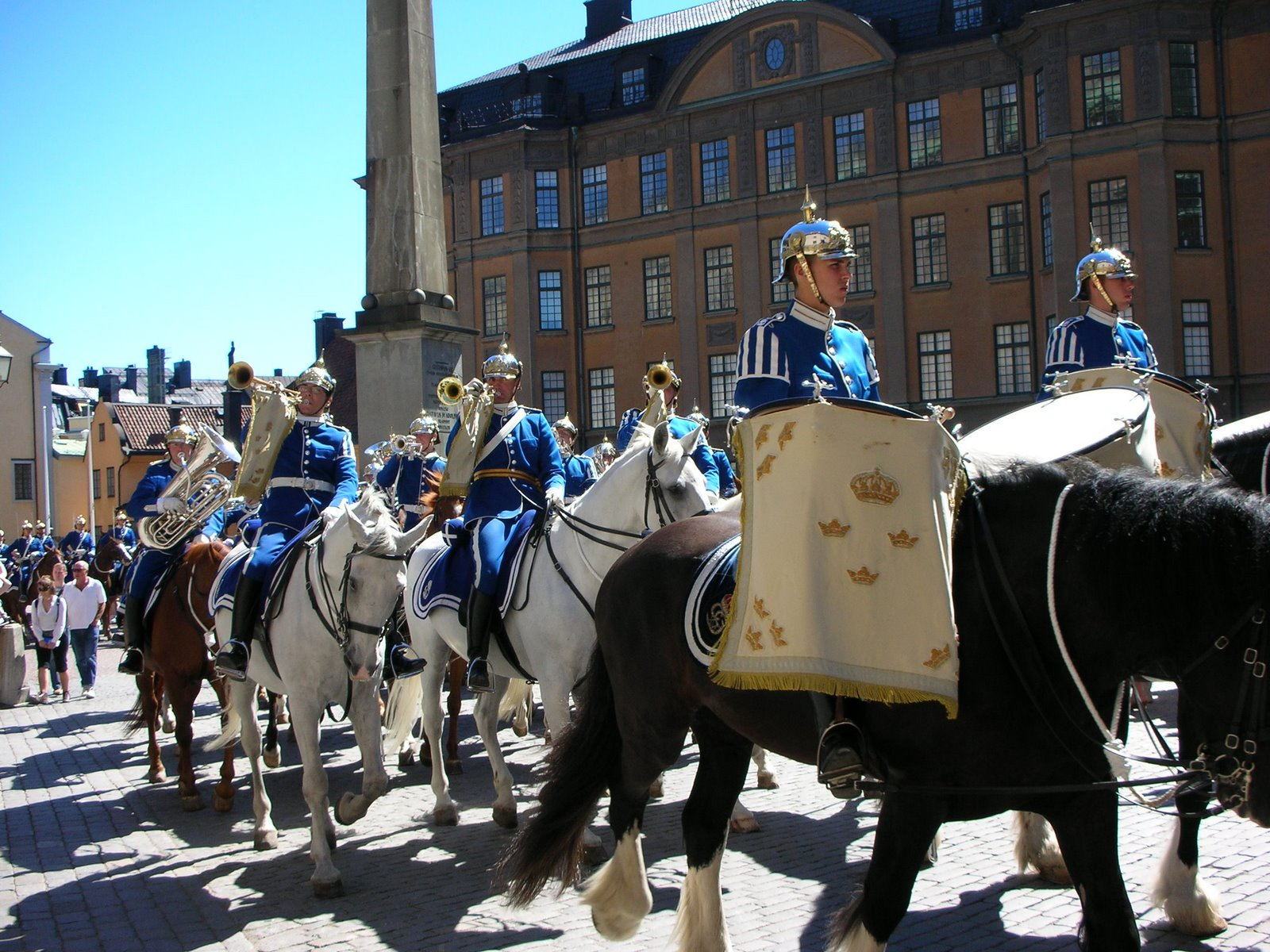
Livgardets dragonmusikkår i vapenrock m/1895 för musiker vid Livgardet till häst (K 1).
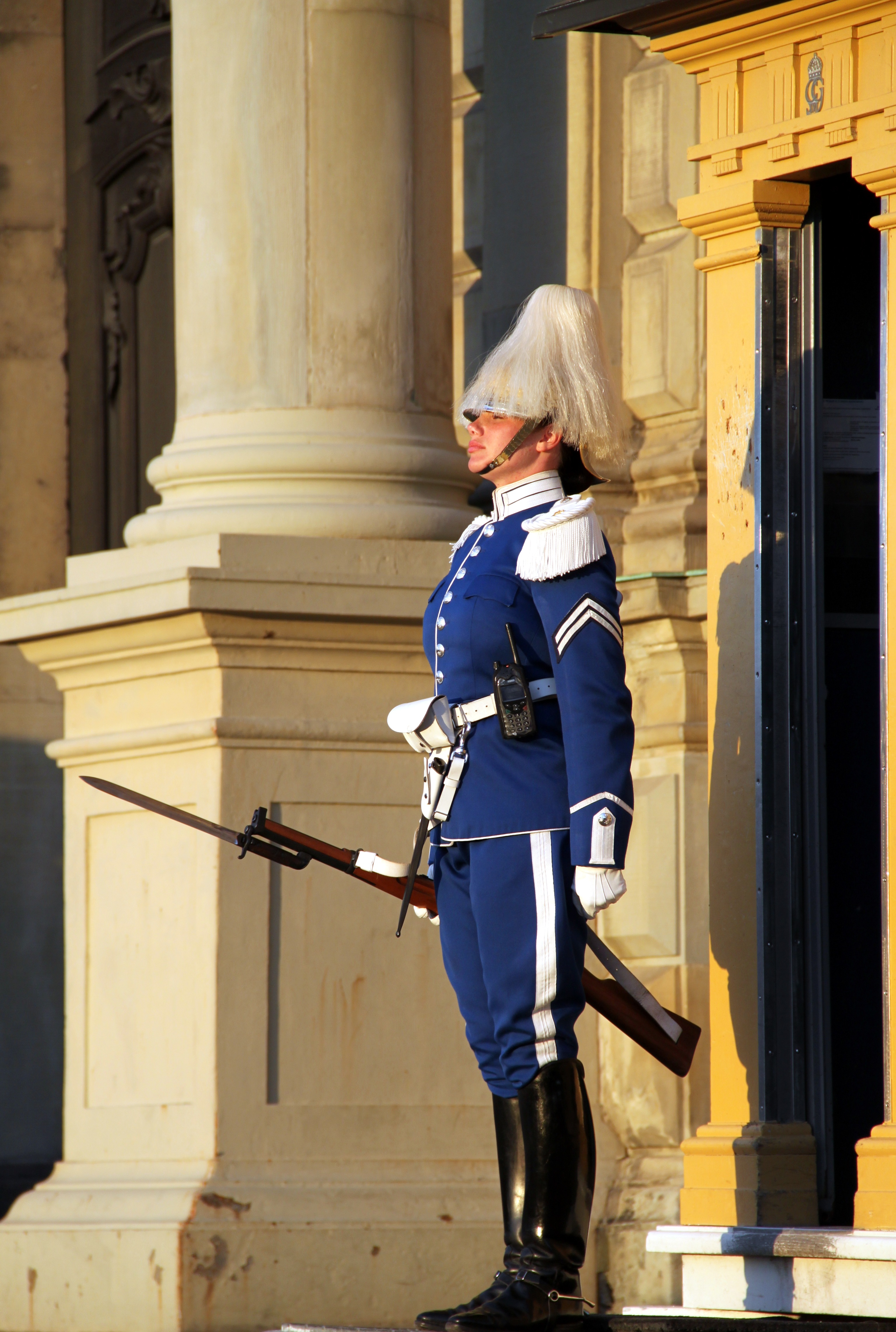
Högvakt vid Stockholms slott iförd uniform m/1895.
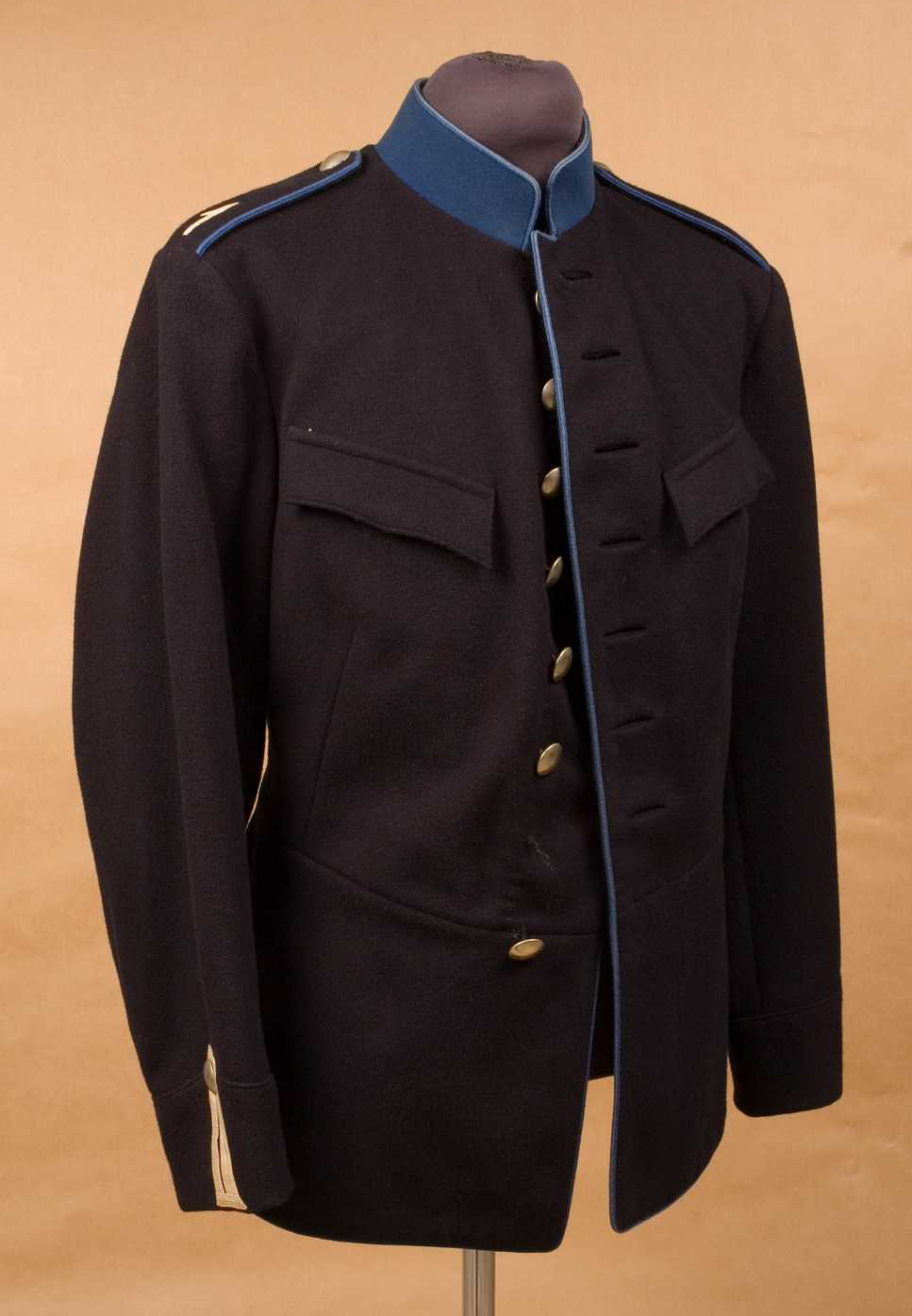
Vapenrock m/1895 modell II för manskap vid Svea trängkår (T 1).